# Космос між нами
«Космос між нами» (англ. The Space Between Us) — американська пригодницька науково-фантастична мелодрама режисера Пітера Челсома, яка вийшла у 2017 році. Стрічка розповідає про стосунки хлопця, народженого на Марсі, і землянки . У головних ролях Ейса Баттерфілд, Брітт Робертсон, Гері Олдмен. 
Вперше показ фільму розпочали 1 лютого 2017 року у країнах світу, а в Україні у широкому кінопрокаті показ фільму розпочався 2 лютого 2017.

## У ролях
| Актор             | Персонаж         | Роль                                   |
| ----------------- | ---------------- | -------------------------------------- |
| Ейса Баттерфілд   | Гарднер Елліот   | син астронавтки, що народився на Марсі |
| Брітт Робертсон   | Тулса            | землянка, подруга Гарднера             |
| Гері Олдмен       | Натаніель Шеферд |                                        |
| Карла Гуджино     | Кендра Віндем    |                                        |
| Бредлі Вонг       | Чен              |                                        |
| Джанет Монтгомері | Сара Елліот      | астронавтка, матір Гарднера            |

## Створення фільму

### Знімальна група
- Кінорежисер — Пітер Челсом
- Сценарист — Аллан Лоеб
- Кінопродюсер — Річард Бартон Люіс
- Співпродюсери — Джон Албаніс і Габріель Жеру
- Виконавчі продюсери — Роббі Бреннер, Кевін Галлоран, Саша Гарарі, Саймон Горсман, Аллан Лоеб, Патрік Мюррей, Стівен Перл, Джеффрі Сорос, Дуглас Урбанський
- Композитор — Ендрю Локінгтон
- Кінооператор — Баррі Петерсон
- Кіномонтаж — Девід Моріц
- Підбір акторів — Джо Една Болдін, Кеті Сендвіч Джелфонд
- Художник-постановник — Кірк М. Петручеллі
- Артдиректори — Доменік Сільвестрі
- Художник по костюмах — Крістофер Лоуренс[5].

### Виробництво
Знімання фільму розпочалося 14 вересня 2015 року.

## Сприйняття

### Оцінки і критика
Від кінокритиків фільм отримав погані відгуки: Rotten Tomatoes дав оцінку 13 % на основі 40 відгуків від критиків (середня оцінка 4,4/10). Загалом на сайті фільм має погані оцінки, фільму зарахований «гнилий помідор» від фахівців, Metacritic — 33/100 на основі 21 відгуку критиків. Загалом на цьому ресурсі від фахівців фільм отримав погані відгуки.

### Касові збори
Під час показу в Україні, що розпочався 2 лютого 2017 року, протягом першого тижня на фільм було продано 13 139 квитків, фільм показали у 93 кінотеатрах і він зібрав 925 891 ₴, або ж 34 231 $, що на той час дозволило йому зайняти 6 місце серед усіх прем'єр.

### Виноски
1. ↑  The Space Between Us (англ.). British Board of Film Classification. Архів оригіналу за 2 лютого 2017. Процитовано 25 січня 2017.
2. 1 2  The Space Between Us: Release Info (англ.). Internet Movie Database. Архів оригіналу за 7 грудня 2016. Процитовано 25 січня 2017.
3. 1 2  Космос між нами. Kino-teatr.ua. Архів оригіналу за 12 грудня 2016. Процитовано 25 січня 2017.
4. ↑  The Space Between Us (2017) (англ.). AllMovie. Архів оригіналу за 5 лютого 2017. Процитовано 25 січня 2017.
5. ↑  The Space Between Us: Full Cast & Crew (англ.). Internet Movie Database. Архів оригіналу за 3 лютого 2017. Процитовано 25 січня 2017.
6. ↑  SSN Insider Staff (18 вересня 2015). On the Set for 9/18/15: Rian Johnson Calls Action on Star Wars: Episode 8, Ghostbusters & The Magnificent Seven Wrap (англ.). SSN Insider. Архів оригіналу за 21 лютого 2016. Процитовано 25 січня 2017.
7. ↑  The Space Between Us (англ.). Rotten Tomatoes. Архів оригіналу за 2 лютого 2017. Процитовано 3 лютого 2017.
8. ↑  The Space Between Us (англ.). Metacritic. Архів оригіналу за 2 лютого 2017. Процитовано 3 лютого 2017.
9. ↑  Олексій Першко (7 лютого 2017). Бокс-Офіс 5 (2017): Бої без правил. Kino-teatr.ua. Архів оригіналу за 11 лютого 2017. Процитовано 9 лютого 2017.
10. ↑  The Space Between Us — Ukraine Weekend Box Office (англ.). Box Office Mojo. Архів оригіналу за 11 лютого 2017. Процитовано 9 лютого 2017.